# Mjesto pod suncem (televizijska serija)
Mjesto pod suncem (eng. A Place in the Sun) britanska je dokumentarna serija televizije Channel 4. Serija se počela emitirati 2000. godine. Općenito svaka epizoda prikazuje britanski par koji želi kupiti nekretninu te mu stručnjaci za nekretnine ujedno voditelji predstavljaju tri ili četiri nekretnine na prodaji. Voditelj daje par korisnih lokalnih informacija vezanih za kupnju. Nakon gledanja nekretnina par se pita za mišljenje, dali im se svidjela koja nekretnina i hoće li za nju dati ponudu. Emisija je dovela do toga da sve veći broj Britanaca kupuje nekretnine u inozemstvu. U posljednjih nekoliko godina prikazana su brojna odredišta poput Bugarske, Hrvatske, Rumunjske, Slovenije, Kanade, Australije, Južne Afrike, Kariba, pa čak i Cape Verde. Ipak većinom se predstavljaju nekretnine u Francuskoj, Španjolskoj i Italiji.

## Epizode u Hrvatskoj
U petoj sezoni 37 epizodi serije Mjesto pod suncem - ostati ili otići prikazana je epizoda pod nazivom Devon Vs Split u kojoj je voditeljica Jasmine Harman britanskom paru predstavila nekretnine u Kaštelama, Vinišću i Milni na Braču. U sljedećoj epizodi pod nazivom Lewes Vs Zadar predstavljene su nekretnine u Sukošanu, Dragi i na otoku Pašmanu, dok je u 39 epizodi Sussex Vs Istria predstavljane nekretnine u Istri Rovinju, Rakovcima i Banjolama.

## Voditelji
- Laura Hamilton     (2012.–)
- Jasmine Harman     (2004.–)
- Jonnie Irwin       (2004.–)

Mjesto pod suncem
- Amanda Lamb        (2001. – 2006.)
- Simone Bienne      (2006.)
- Victoria Hollingsworth (2004.)
- Bella Crane            (2003.)
- Fay Davies             (2000.)
- Zilpah Hartley         (2000.)

## Emisije
- Mjesto kraj mora (2006. – 2011.) potecionalnim kupcima se predstavljaju nekretnine u priobalnim područjima Velike Britanije, voditelj je Seetha Hallett.
- Mjesto pod suncem - ostati ili otići (2004.-danas)  potecionalnim kupcima se predstavljaju nekretnine u Velikoj Britaniji i stranoj zemlji, voditelji Jasmin Harman, Jonnie Irwin i Laura Hamilton.
- Mjesto pod suncem: Zimsko sunce (2012.-danas)

## Vanjske poveznice
- Mjesto pod suncem (engl.)